# Barichneumon heracliana
Barichneumon heracliana là một loài tò vò trong họ Ichneumonidae.